# نومریان
نومریان با نام اصلی مارکوس اورلیوس نومریوس نومریانوس (به لاتین: Marcus Aurelius Numerius Numerianus) (درگذشتهٔ ۲۸۴) امپراتور روم از ۲۸۳ تا ۲۸۴ بود.

## زندگینامه

### رسیدن به قدرت
نومریان پسر کوچک امپراتور کاروس و برادر کوچک کارینوس بود و کمی پس از بر تخت نشستن پدرش در پاییز ۲۸۲ عنوان سزار به او و برادرش اعطا شد. او همچنین با تصمیم پدرش به ازدواج دختر آپر، فرماندهٔ پرتورین‌ها درآمد. کاروس در تابستان ۲۸۳ حمله‌ای پیروزمندانه به ایران داشت و نومریان و آپر او را در این لشکرکشی همراهی می‌کردند. کاروس پس از این پیروزی ناگهان مرد و نومریان با تمهیدات احتمالاً آپر به مقام آگوستوسی رسید و امپراتور مناطق شرقی شد. برادرش کارینوس نیز که پیشتر عنوان آگوستوس به او اعطا شده بود به امپراتوری مناطق غربی رسید. با مرگ کاروس لشکرکشی به پادشاهی ساسانی نیز پایان یافت و نومریان سپاهیان روم را از ایران خارج کرده و راه بازگشت را در پیش گرفت.

### مرگ
در اوایل نوامبر ۲۸۴ و کمی پس از بازدید نومریان از امسا او دچار بیماری شد. مقامات همراه او از جمله آپر چنین عنوان کردند که امپراتور دچار التهاب چشمی شده و باید در کجاوه‌ای پوشیده حمل شود. سربازان در ابتدا متوجه چیزی نشدند اما با گذشت چند روز بوی فساد از درون محمل امپراتور به مشام رسید. سربازان پرده‌ها را گشودند و با جسد نومریان که چند روز از مرگش می‌گذشت روبرو شدند. احتمالاً صاحب‌منصبانی که از مرگ امپراتور جوان آگاهی داشتند می‌خواستند با مخفی نگهداشتن موضوع جلوی آشوب در سپاه را بگیرند اما کشف ناگهانی این مسئله سبب شد تا انگشت اتهام به سوی آنان نشانه رود. والریوس دیوکلس، فرماندهٔ محافظان سلطنتی، آپر را متهم به دست داشتن در مرگ نومریان کرده و او را با شمشیر خود کشت. پس از این واقعه سپاهیان دیوکلس را امپراتور خواندند و او با نام دیوکلتیان قدرت را در ۲۰ نوامبر ۲۸۴ در دست گرفت.